# New Zealand Centennial Exhibition

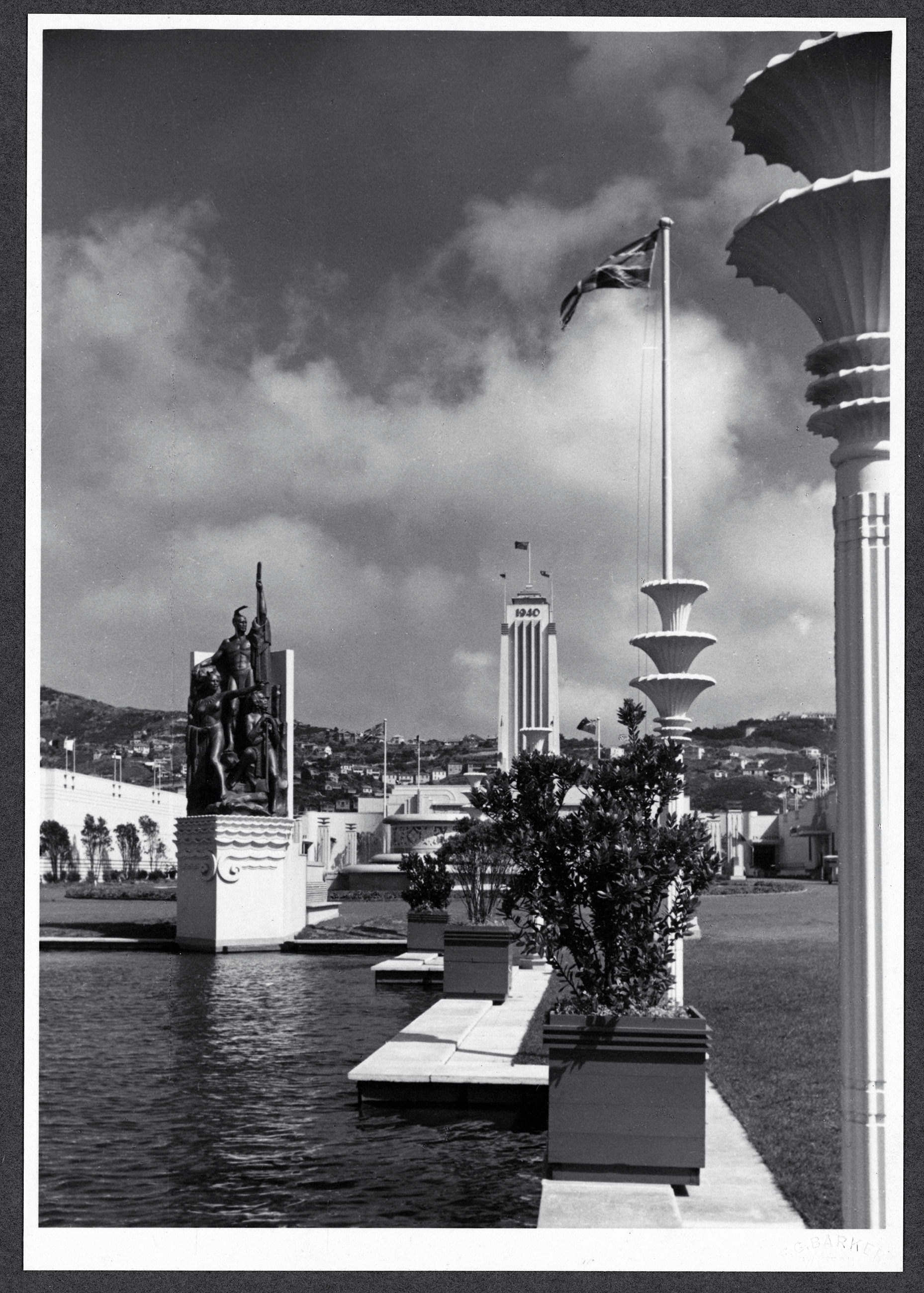
Kupestaty.

New Zealand Centennial Exhibition var en utställning som hölls i Nya Zeeland under perioden 8 november 1939 – 4 maj 1940, i samband med 100-årsjubileet av Waitangifördragets undertecknande 1840.

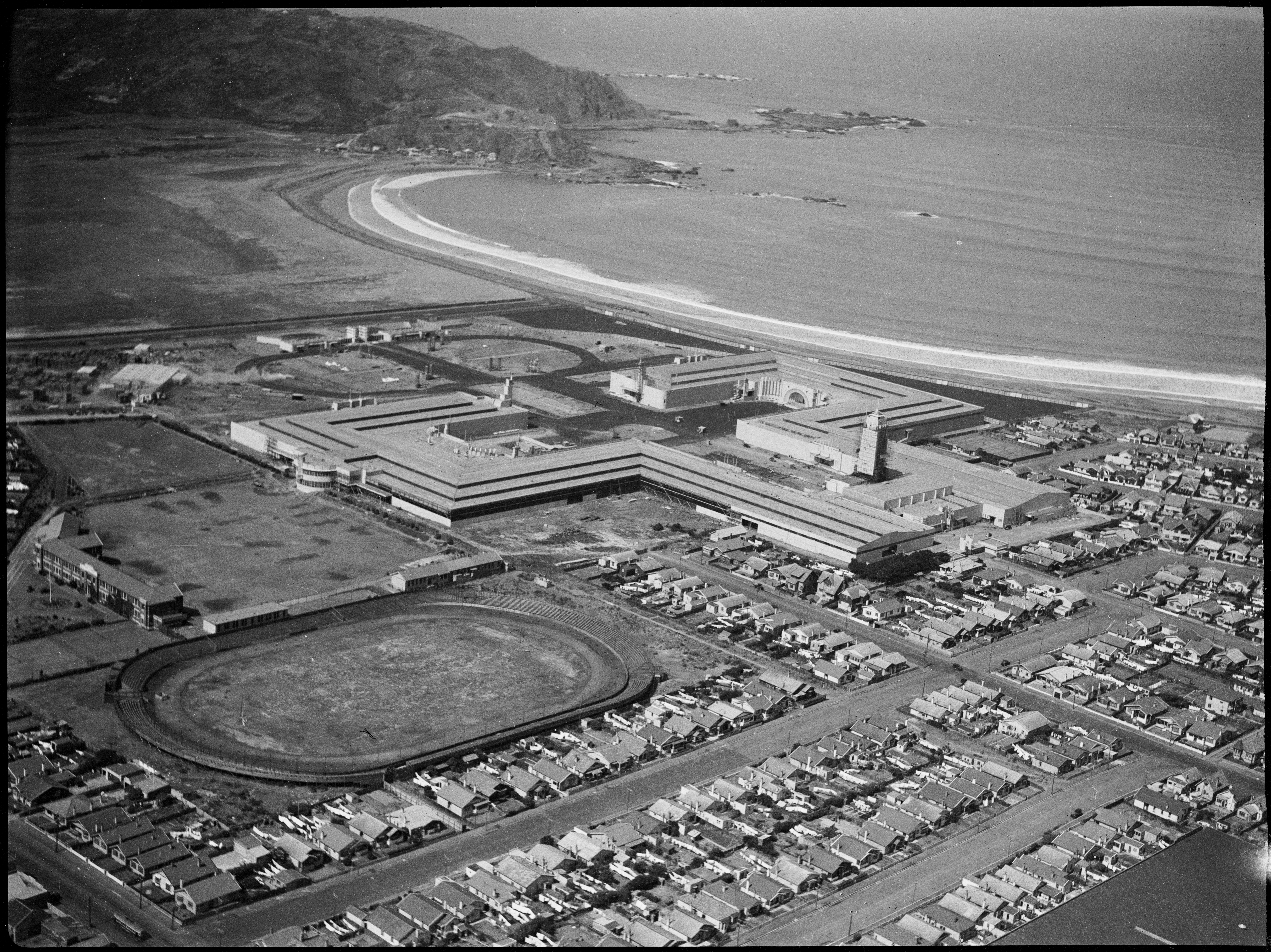
Flygfotografi över Rongotai 1939, med utställningsbyggnaderna.

Utställningen förlades till Rongotai, en förort till huvudstaden Wellington.

### Fotnoter
1. ↑  NZHistory, New Zealand history online: The Centennial Exhibition – New Zealand Centennial Arkiverad 19 april 2014 hämtat från the Wayback Machine.